# 志名坂高次
志名坂 高次（しなさか こうじ、1970年1月6日 - ）は、日本の漫画家。東京都出身。血液型はO型。12人の作家の下でアシスタント経験があり、八神ひろきが師匠であるとコメントしている。

## 作品リスト
- 麻雀倶楽部（『マガジンGREAT』、1993年 - 1995年、全2巻）
- 直撃拳 満（『マガジンGREAT』、1995年 - 1997年、全3巻）[3][4][5][6]
- 受験の帝王（『月刊少年マガジン』他、1997年 - 2000年、全4巻）[3][7][8][9][10]
- 帝王への道（『マガジンGREAT』他、2000年 - 2001年8月、全3巻）※『受験の帝王』の続編。[3][11][12][13]
- S-2（『マガジンGREAT』、2002年 - 2004年2月、全3巻）[3][14][15][16]
- 凍牌（『ヤングチャンピオン』、2006年6月 - 2011年4月、全12巻）
- 凍牌 〜人柱篇〜（『ヤングチャンピオン』、2011年5月 - 2017年5月、全16巻）※『凍牌』の続編。
- 凍牌 〜ミナゴロシ篇〜（『ヤングチャンピオン』、2017年9月 - 2021年6月、全10巻）※『凍牌』の最終シリーズ。
- 凍牌 コールドガール（『ヤングチャンピオン』、2021年9月 -、既刊10巻）※『凍牌』の主人公を変更した続編。
- 牌王伝説ライオン（『近代麻雀オリジナル』、2010年6月 - 2013年5月、全4巻）※『凍牌』のスピンオフ作品。
- 牌王血戦ライオン（『近代麻雀』、2015年6月 - 2017年4月、全5巻）『牌王伝説ライオン』の続編。
- 麻闘伝 ぬえ（『近代麻雀』、2019年4月号 - 2020年7月号、全2巻）※『凍牌』のスピンオフ作品。
- バクト（『ヤングキング』、2011年9月 - 2014年7月、全4巻）※月一連載
- すずめの唄（『プレイコミック』、2012年8月号 - 2013年11月号、単巻）
- 麻雀倶楽部リターンズ（『近代麻雀』、2013年3月1日号、読切掲載）※『麻雀倶楽部』の外伝作品。
- BW ビューティフルワールド（『近代麻雀』、2013年8月1日（9月1日号） -2015年3月2日（4月1日号）、全3巻）
- 悪童（ワルガキ）（『近代麻雀』、2017年8月1日号（2017年6月30日発売） - 2019年3月号（2019年2月1日発売）、全5巻）
- モンキーピーク（『週刊漫画ゴラク』、2016年9月16日号（9月2日発売） - 2019年9月6日号（8月23日発売）、全12巻）※原作担当。作画：粂田晃宏。
- モンキーサークル（『漫画ゴラクスペシャル』、2018年10月号（9月15日発売） - 2020年1月号（2019年12月16日発売）、全2巻）※原作担当。作画：粂田晃宏。『モンキーピーク』の外伝作品[17]。
- モンキーピーク the Rock（『週刊漫画ゴラク』、2019年11月15日号（11月1日発売） - 2021年10月8日号（9月24日発売）、全9巻）※原作担当。作画：粂田晃宏。『モンキーピーク』の続編作品[17]。
- イゴールの島（『マンガTOP』2021年8月21日[18] - 2024年、全6巻）※原作担当。作画：ナンジョウヨシミ[18]。
- ラクガキ〜呪いの館〜（『週刊漫画ゴラク』、2022年5月13・20日合併号（4月28日発売[19]） - 2024年3月8日号（2月22日発売[20]）、全71話、全8巻）※原作担当[19]。画：粂田晃宏[19]。
- 戦国怪獣記ライゴラ（『ヤングチャンピオン』、2024年6号 - 連載中、既刊2巻）※原作担当。作画：星野泰視。
- 山岳超人マツオカ（『週刊漫画ゴラク』、2022年5月9・16日合併号（4月25日発売[21]） - ）※原作担当[21]。作画：粂田晃宏。